# Idu

Idu is een voormalige stad ter plaatse van het huidige dorp Satu Qala in het noorden van Irak. De stad was gelegen aan de oever van de Kleine Zab.
Vandaag is het een ruïneheuvel die 10 meter boven de omgeving uitsteekt, met de huidige nederzetting Satu Qala op de top. In 1987 werd het dorp aangevallen en gedeeltelijk verwoest door een militaire actie onder Saddam Hoessein tegen de Koerdische bevolking. Geruime tijd werd Iraaks Koerdistan gezien als een streek die weliswaar veel nog op te graven heuvels had maar die te gevaarlijk was voor opgravingen, Na de invasie die een einde maakte aan het regime van Saddam Hoessein kwam daar verandering in.
Tussen 2008 en 2011 is er archeologisch onderzoek uitgevoerd onder leiding van Cinzia Pappi van de Universiteit Leipzig en Wilfred van Soldt van de universiteit Leiden.
De stad Idu kende een periode van bloei van 1300 - 900 v.Chr. In het begin stond zij onder Assyrische heerschappij. De naam van de stad was al wel bekend van kleitabletten uit de stad Assur: er werd daar bijgehouden hoeveel schatting in de vorm van gerst, sesam, kruiden en honing de provinciestad bijdroeg. Het was echter niet duidelijk waar deze stad gelegen had. Voorheen werd er vermoed dat dit ten zuiden van Assur aan de Eufraat geweest was, maar de gevonden inscripties uit Satu Qala laten nu een identificatie toe.
Later verslapte de grip van het Assyrische Rijk en volgde er een periode van 140 jaar de stadstaat zijn onafhankelijkheid kon opeisen. Er zijn inscripties in spijkerschrift gevonden die gewagen van een aantal plaatselijke vorsten, zoals Ba'ilanu, en diens vader Abbi-zeri en Ba'uri en zijn vader Edima.
Later kwam de stad opnieuw onder Assyrisch bewind. Er is een inscriptie van Assurnasirpal II die er waarschijnlijk een paleis liet bouwen.